# Roman Jurczak
Roman Antoni Jurczak (ur. 8 sierpnia 1939 w Krakowie, zm. 18 marca 2011) – polski piłkarz, występujący na pozycji obrońcy.

## Życiorys
Seniorską karierę rozpoczynał w Wiśle Kraków. W barwach tego klubu w latach 1957–1958 rozegrał 19 meczów w I lidze. W 1959 roku został piłkarzem Gwardii Warszawa, w której występował do 1973 roku. W barwach Gwardii rozegrał 250 meczów w I lidze, stając się tym samym rekordzistą klubowym. Po opuszczeniu Gwardii rozegrał 24 spotkania z barwach francuskiego AC Cambrai. W 1983 i 1990 roku był trenerem Gwardii.

## Statystyki ligowe
| Sezon     | Klub             | Liga       | Mecze | Gole |
| --------- | ---------------- | ---------- | ----- | ---- |
| 1957      | Wisła Kraków     | I liga     | 10    | 0    |
| 1958      | Wisła Kraków     | I liga     | 9     | 0    |
| 1959      | Gwardia Warszawa | I liga     | 16    | 0    |
| 1960      | Gwardia Warszawa | I liga     | 22    | 0    |
| 1961      | Gwardia Warszawa | II liga    | ?     | ?    |
| 1962      | Gwardia Warszawa | I liga     | 12    | 2    |
| 1962/1963 | Gwardia Warszawa | I liga     | 24    | 0    |
| 1963/1964 | Gwardia Warszawa | I liga     | 23    | 0    |
| 1964/1965 | Gwardia Warszawa | I liga     | 26    | 0    |
| 1965/1966 | Gwardia Warszawa | I liga     | 21    | 0    |
| 1966/1967 | Gwardia Warszawa | II liga    | ?     | ?    |
| 1967/1968 | Gwardia Warszawa | I liga     | 23    | 2    |
| 1968/1969 | Gwardia Warszawa | II liga    | ?     | ?    |
| 1969/1970 | Gwardia Warszawa | I liga     | 22    | 0    |
| 1970/1971 | Gwardia Warszawa | I liga     | 23    | 0    |
| 1971/1972 | Gwardia Warszawa | I liga     | 25    | 0    |
| 1972/1973 | Gwardia Warszawa | I liga     | 13    | 0    |
| 1973/1974 | AC Cambrai       | Division 2 | 24    | 3    |